# HD 9900
HD 9900，又名BD+57 349，SAO 22456、HR 461，是一颗恒星，视星等为5.56，位于銀經129.11，銀緯-4.33，其B1900.0坐标为赤經1h 31m 35s，赤緯+57° -4.33′ 5″。